# Коледж 1975
«Коледж 1975» (англ. College 1975 F.C.) — аматорський футбольний клуб з Гібралтару. Виступає у Прем'єр-дивізіоні на стадіоні «Вікторія».

## Історія
Клуб заснований у 1975. Команда виступала під різними назвами, зокрема, «Коледж Космос». З 1980-х по 2014 була об'єднана з клубом «Юероп».
З 2015 виступає, як окремий футбольний клуб. До 2019 року виступав у другому дивізіоні, а з сезону 2019–20 виступає у найвищому дивізіоні.

### Виступи вПрем'єр-дивізіон
- 2022/23 — 10 місце
- 2023/24 — 11 місце
- 2024/25 — 8 місце

## Структура клубу
До Структури клубу окрім основної команди також входять секції дитячого та молодіжного футболу.